# Ida Jean Orlando
Ida Jean Orlando (12. august 1926 – 28. november 2007) var en amerikansk sygeplejeteoretiker, hvis teori har stor betydning for sygeplejen i mange lande verden over, herunder Danmark.
Orlando blev uddannet sygeplejerske fra New York Medical College i 1947. Hun tog senere en bachelorgrad i Public Health Nursing fra St.John’s University, Brooklyn i 1951, og en mastergrad i Mental Health Nursing fra Teachers College Columbia University, New York i 1954. Hun var professor på Yale School of Nursing med psykiatri som fokusområde indtil sin pensionering.
Ida Orlando er ophav til sygeplejeprocessen, som er en del af pensum på såvel sygeplejerske- som social- og sundhedsuddannelserne i mange lande, ligesom teorien kan være basis for den pleje, der udføres på hospitaler og i hjemmepleje.
Orlando udgav i 1961 bogen The Dynamic Nurse-Patient  Relationship, baseret på egne observationer. Bogen omhandler deltagerstudier om interaktionen mellem sygeplejerske og patient.